# Font dels Burros i els llavadors
La Font dels Burros i els llavadors és un lloc natural de Vilafranca, a l'Alt Maestrat. Està a la part baixa del poble, on la gent anava a llavar. En l'actualitat el recinte està tancat, ja que hi ha llavadores a les cases i la gent no l'utilitza, perquè és lluny i costerut. Més cap amunt hi ha la Font dels Burros. Els llavadors estan construïts en pedra i lluït perquè l'aigua no isca.